# Montebello Hockey e Pattinaggio
El Montebello Hockey e Pattinaggio es un club de hockey sobre patines de la localidad italiana de Montebello Vicentino, en la región del Véneto.

## Historia
Fue fundado en 1965 y actualmente milita en la Serie A1, la máxima categoría del hockey sobre patines en Italia.
En la temporada 2018-2019 consigue por primera vez el ascenso a la Serie A1 tras proclamarse campeón de la Serie A2.

## Palmarés
- 1 Liga italiana (Serie A2): 2018-2019
- Copa de Italia (Serie A2): 2005-2006 y 2017-2018